# فرانك وايس
فرانك وايس هو مهندس كندي، ولد في 25 يوليو 1944، وتوفي في 30 يناير 2014.